# Raúl Acevedo Savín
Raúl Acevedo Savín (Isla de Cedros, Baja California, 1959) es un escritor y editor mexicano. Parte de su obra ha sido publicada bajo el pseudónimo de Jeff Durango.

## Biografía
Nacido en la Isla de Cedros, Baja California, obtuvo una licenciatura en Letras por la Escuela de Altos Estudios de la Universidad de Sonora (USON).
Dentro de su carrera ha desempeñado diversos cargos dentro su alma mater, entre ellos: jefe del área de publicaciones (1987-1991), director del periódico Unísono (1987-1991), director de la revista de la Universidad de Sonora (1989-1999) y jefe del departamento de desarrollo y producción editorial desde 2004.
Ha sido miembro de varios grupos culturales en Hermosillo como Acequias y Brecha, así como del Taller 6 1/2 de la Escuela de Letras de la USON, donde de igual forma, se desempeñó durante más de quince años como coordinador del Encuentro Hispanoamericano de Escritores "Horas de junio" (2004-2017) y coordinador del Encuentro de Escritoras “Mujeres en su tinta” (2010-2017). Así mismo ha dirigido programas culturales en Radio Universidad y Radio Sonora.
Fundó y dirigió diversas revistas literarias como Plaxio, La vida loca, Oasis y Jeff Durango, así como suplementos de cultura. En su labor literario ha publicado libros de poesía, cuentos y una novela, siendo parte de su obra publicada en diversas antologías, entre las que se destacan: Primer encuentro de poetas y narradores jóvenes de la frontera norte (1986), White feather anthology: la otra poesía sonorense (1993), y Al vaivén de la marea (1996); por este último obtuvo el Premio del Libro Sonorense de Cuento.

## Publicaciones seleccionadas

### Antologías
- Vallarino, Roberto (1986). Primer encuentro de poetas y narradores jóvenes de la frontera norte. Secretaría de Educación Pública, Programa Cultural de las Fronteras.
- Gabriel, Trujillo Muñoz (1992). Un camino de hallazgos: poetas bajacalifornianos del siglo veinte. Universidad Autónoma de Baja California. ISBN 9789686260731.
- Acevedo Savín, Raúl (1993). White feather anthology : la otra poesía sonorense. Hermosillo, Sonora: El Zapo (Tinta Envenenada; 2).

### Libros
- Acevedo Savín, Raúl (1996). Al vaivén de la marea. Hermosillo, Sonora: Instituto Sonorense de Cultura [ISC]. ISBN 9682989361.